# Magar
Els magar són un poble que constitueixen el grup ètnic marathi de Maharashtra, Índia, probablement part de la casta maratha.